# جامعة شمال تكساس

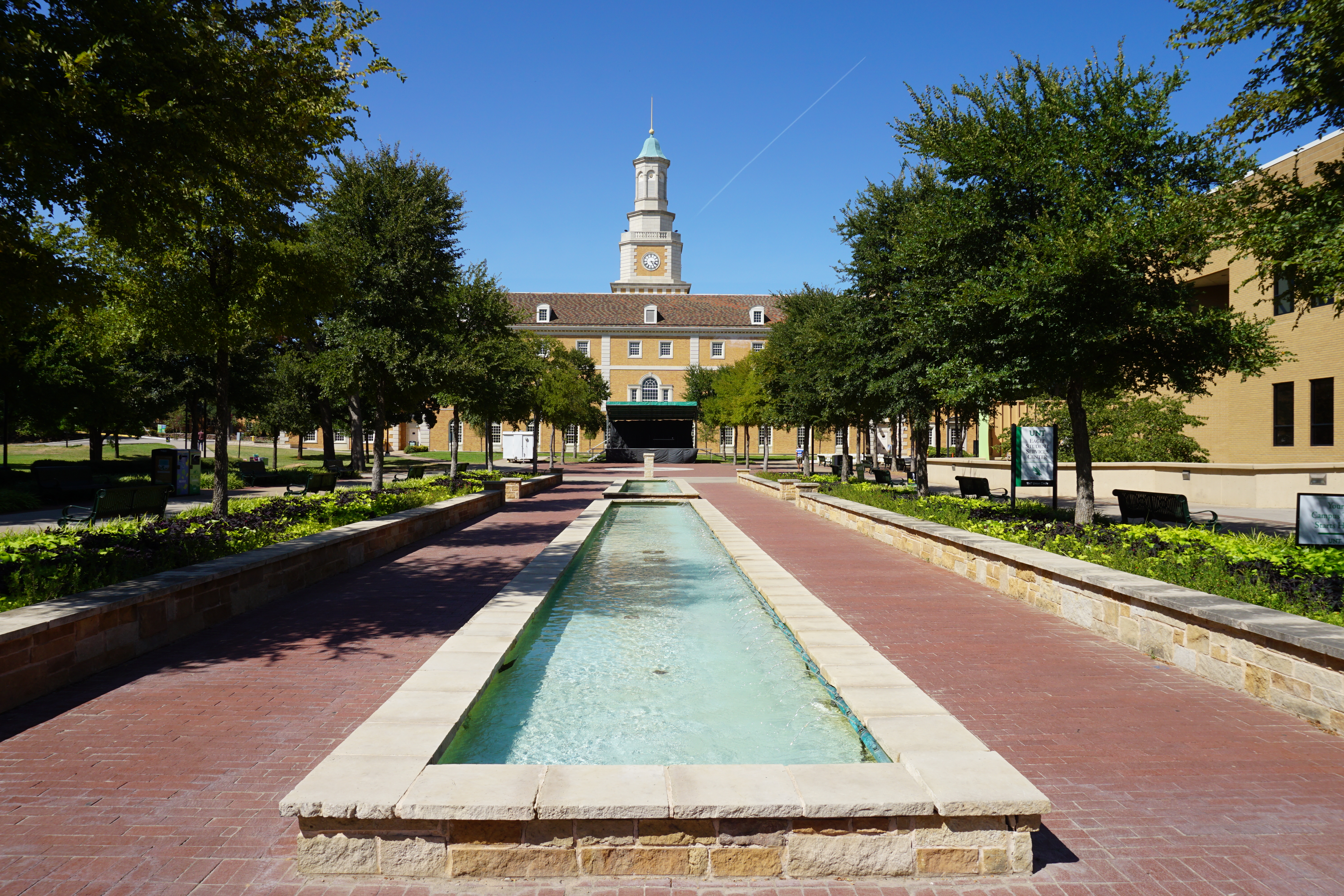
جامعة شمال تكساس

جامعة شمال تكساس (بالإنجليزية: University of North Texas)‏ أو اختصارا UNT، مقرها في مدينة دنتون في شمال ولاية تكساس، هي مؤسسة عامة للتعليم العالي والبحوث. يدرس فيها مجموعة واسعة من العلوم والمجالات الهندسية والفنون الليبرالية والفنون الجميلة والفنون المسرحية، والعلوم الإنسانية، والسياسة العامة، وتخرج تعليم مهني. تحتوي على عشر كليات، ومدرستين.